# 阿博德哈蒙·西塞科
阿博德哈蒙·西塞科（阿拉伯语：‎；1961年10月13日—）是茅利塔尼亞電影導演，經常於馬利與法國工作。2014年，他執導的電影《在地圖結束的地方》獲選為第67屆坎城影展正式競賽片，並獲得第87屆奧斯卡金像獎最佳外語片提名，且於第40屆凱薩獎贏得最佳影片、最佳導演在內的七個獎項。

## 生平
阿博德哈蒙·西塞科父親來自馬利，母親則是出身茅利塔尼亞，他在茅利塔尼亞出生後他們立刻移民回馬利定居，阿博德哈蒙在那裡完成部分初級與次級教育，1980年才又搬回茅利塔尼亞。1983年至1989年，西塞科前往莫斯科電影攝影學院留學，並在1990年代初期定居於法國。
阿博德哈蒙·西塞科目前同時也是茅利塔尼亞總統穆罕默德·烏爾德·阿卜杜勒-阿齊茲的文化諮詢顧問。

## 電影作品
- 1998年：《生之大地》(La Vie sur terre)
- 2002年：《等待幸福（法语：En attendant le bonheur (film, 2002)）》(Heremakono)
- 2006年：《巴馬科（法语：Bamako (film)）》(Bamako)
- 2014年：《在地圖結束的地方》(Timbuktu)
- 2024年：《以愛之茗》(Black Tea)

## 外部連結
- 阿博德哈蒙·西塞科在互联网电影资料库（IMDb）上的資料（英文）